# Ulica Kozielska w Katowicach
Ulica Kozielska w Katowicach – jedna z ulic w katowickiej dzielnicy Śródmieście. Ulica rozpoczyna swój bieg od skrzyżowania z ulicą Mikołowską. Następnie krzyżuje się z ulicą Maksymiliana Wilimowskiego oraz ulicą Nad Osiekiem. Kończy swój bieg przy skrzyżowaniu z ulicą Raciborską. Ulica swą nazwę wzięła od jednej z części górnośląskiego miasta Kędzierzyn-Koźle.

## Opis

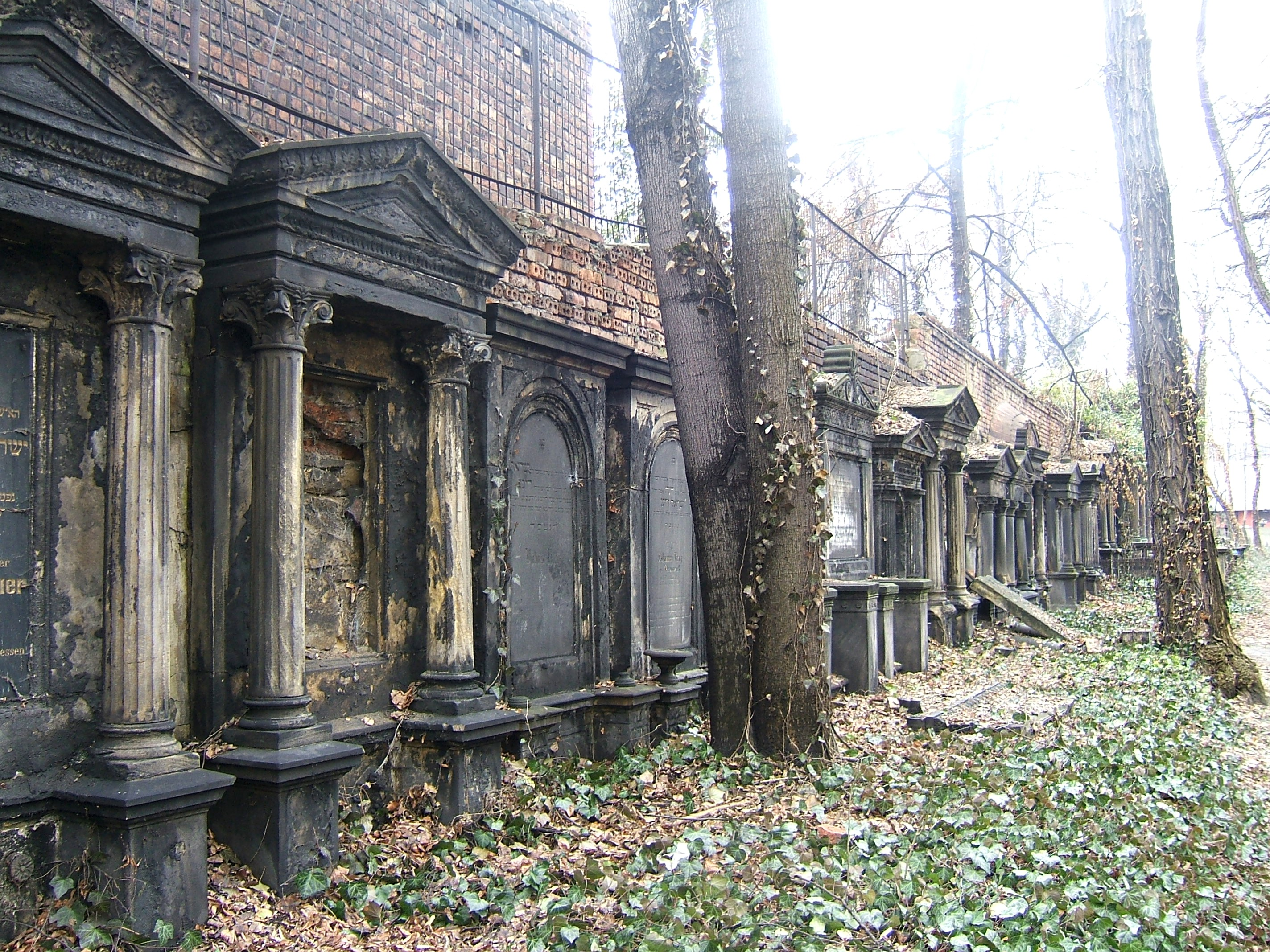
zespół cmentarza żydowskiego (ul. Kozielska 16)

Przy ulicy Kozielskiej znajdują się następujące historyczne obiekty i miejsca:
- kamienica mieszkalna (ul. Kozielska 1)[2];
- narożna kamienica mieszkalna (ul. Kozielska 2, ul. Mikołowska 17)[2];
- kamienica mieszkalna (ul. Kozielska 3)[2];
- kamienica mieszkalna (ul. Kozielska 4), wzniesiona w dwudziestoleciu międzywojennym w stylu późnego historyzmu[2];
- kamienica mieszkalna (ul. Kozielska 5, 7, 9), wzniesiona na początku XX wieku w stylu późnego historyzmu[2];
- kamienica mieszkalna (ul. Kozielska 6)[2];
- kamienica mieszkalna (ul. Kozielska 8), wzniesiona na początku XX wieku w stylu późnego historyzmu[2];
- narożna kamienica mieszkalna (ul. Kozielska 10, ul. M. Wilimowskiego 2)[2];
- dawny zespół rzeźni miejskiej (ul. Kozielska 11−13)[3][4][5]; rzeźnię wzniesiono w 1905; w 1925 ukończono budowę chłodni (kosztem 450 000 złotych), a cały teren zakładu wybrukowano; ubój w 1925 wyniósł 78 541 sztuk bydła; rzeźnia stała się rzeźnią eksportową, pracowało w niej około pięciuset ludzi[6]; obecnie obiekty nie istnieją[7];
- kamienica mieszkalna (ul. Kozielska 12), wzniesiona na przełomie XIX i XX wieku w stylu historyzmu/modernizmu[2]; w dwudziestoleciu międzywojennym pod numerem 12 funkcjonowała restauracja, której właścicielem był Tomasz Pollok[8];
- historyczny budynek dawnej piekarni (ul. Kozielska 14)[3];
- zespół cmentarza żydowskiego (ul. Kozielska 16[9]), wpisany do rejestru zabytków 29 października 1990 (nr rej.: A/14142/90)[10][11]; zespół cmentarza wyznania mojżeszowego składa się z następujących elementów: układu przestrzennego, zespołu budynków cmentarnych, ogrodzenia z bramą główną, zespołu starodrzewu, zespołu nagrobków; budynek pogrzebowy pochodzi z 1869 (przebudowany w latach 1927–1928), a budynek Bractwa Pogrzebowego – z 1890 (przebudowany w latach 1927–1928)[10]; pod numerem 16 znajduje się także tablica upamiętniająca zamordowanych w niemieckich obozach koncentracyjnych[12].

W okresie Rzeszy Niemieckiej (do 1922) ulica nosiła nazwę Gartenstraße. Taka też nazwa obowiązywała w okresie niemieckiej okupacji Polski w latach 1939–1945. Po zakończeniu II wojny światowej ulica otrzymała nazwę Jana Jakuba Kowalczyka.
W dwudziestoleciu międzywojennym pomiędzy ulicami Kamienną a Kozielską zlokalizowane było targowisko miejskie.
Planowane jest połączenie ulicy Kozielskiej z ulicą Józefa Pukowca poprzez przedłużenie tzw. „obwodnicy śródmiejskiej”. Przedłużona zostanie ulica Friedricha W. Grundmanna i połączona z ulicą Feliksa Bocheńskiego.
Swoją siedzibę przy tej ulicy posiadają: sklepy, agencje turystyczne, firmy usługowo-handlowe, Zarząd Miejski Polskiego Komitetu Pomocy Społecznej.